# Largeasse
Largeasse är en kommun i departementet Deux-Sèvres i regionen Nouvelle-Aquitaine i västra Frankrike. Kommunen ligger i kantonen Moncoutant som tillhör arrondissementet Parthenay. År 2022 hade Largeasse 750 invånare.

## Befolkningsutveckling
Antalet invånare i kommunen Largeasse
| Referens: INSEE |